# Irvona, Pennsylvania
Irvona, Pennsylvania (енгл. Irvona) град је у америчкој савезној држави Пенсилванија.

## Демографија
По попису из 2010. године број становника је 647, што је 33 (-4,9%) становника мање него 2000. године.
| Група             | 2000.       | 2010.       |
| Белци             | 676 (99,4%) | 637 (98,5%) |
| Афроамериканци    | 0 (0,0%)    | 0 (0,0%)    |
| Азијати           | 0 (0,0%)    | 1 (0,2%)    |
| Хиспаноамериканци | 0 (0,0%)    | 1 (0,2%)    |
| Укупно            | 680         | 647         |